# Harry Coppell
Pour les articles homonymes, voir Coppell.
Harry Coppell (né le 11 juillet 1996) est un athlète britannique, spécialiste du saut à la perche.

## Biographie
Il remporte la médaille d'or aux championnats du monde jeunesse 2013.
Champion du Royaume-Uni en 2019, il remporte l'édition 2020 en établissant un nouveau record du Royaume-Uni avec 5,85 m. En juin 2021, il termine deuxième des championnats d'Europe par équipes derrière le Polonais Robert Sobera.
En 2021, il se qualifie pour la finale des Jeux olympiques de 2020.

## Palmarès
| Date | Compétition     | Lieu  | Résultat | Marque |
| ---- | --------------- | ----- | -------- | ------ |
| 2021 | Jeux olympiques | Tokyo | 7e       | 5,80 m |